# Buian (mitologia)
A la mitologia eslava, Buian (en rus Буян) és una misteriosa illa enmig de l'oceà que apareix i desapareix. Allà hi viuen tres germans: els vents del Nord, de l'Est i de l'Oest, i, segons els contes, hi passen coses estranyes. Koixtxei l'immortal manté la seva ànima dins d'un ou guardat en una meravellosa alzina. Alguns estudiosos interpreten el mite de Buian com una mena de «més enllà» protoindoeuropeu. Altres estudiosos consideren que Buian és un nom eslau donat a l'illa real de Rügen.